# Ralf Piekenbrock
Ralf Piekenbrock (* 1965) war Bundesvorsitzender der Partei Demokratische Bürger Deutschland, bis sie sich am 1. Juni 2019 auflöste und der Familien-Partei Deutschlands anschloss. 

## Privates
Er ist verheiratet und lebt in Selm im Kreis Unna. Ralf Piekenbrock war Polizeibeamter. Aktuell betreibt er seit 2023 eine Versicherungsagentur in Datteln.

## Politische Laufbahn
Ralf Piekenbrock gründete am 20. Februar 2016 in Dortmund die Partei Demokratische Bürger Deutschland. Bei der Landtagswahl in Nordrhein-Westfalen 2017 war er Spitzenkandidat der DBD. Zum 1. Juni 2019 löste sich seine Partei auf, um sich der Familien-Partei Deutschlands anzuschließen. Sofort wurde Ralf Piekenbrock dort zum Generalsekretär der Familien-Partei berufen. Später wurde die Position des Generalsekretärs abgeschafft.
Seit 2020 ist Piekenbrock im Vorstand von Sallux, der politischen Stiftung der Europäischen Christlichen Politischen Bewegung, der die Familienpartei angehört.
Bei den Kommunalwahlen in Nordrhein-Westfalen 2020 zog er über die Listenplatz 2 der Familien-Partei in den Gemeinderat seiner Heimatstadt Selm ein. Zudem erreichte er als Bürgermeisterkandidat mit 9,71 % den dritten Platz von insgesamt sechs Kandidaten. Bei der am gleichen Tag stattfindenden Wahl für den Kreistag von Unna zog Ralf Piekenbrock für die Familien-Partei in den Kreistag ein. Bei der Landtagswahl in Nordrhein-Westfalen 2022 war er Spitzenkandidat der Familien-Partei, die 0,2 % der Zweitstimmen erhielt.